# Куваев, Платон Павлович
Плато́н Па́влович Кува́ев (1918 год, село Скоково, Вологодская губерния — 4 октября 1991 года, Красноярск-26) — передовик производства, Герой Социалистического Труда (1966).

## Биография
Родился 18.03.1918 в крестьянской семье в селе Скоково Вологодской губернии (Рослятинский, затем Бабушкинский район Вологодской области). В 1938 году начал свою трудовую деятельность на стройках управления ГУЛАГ НКВД СССР. С марта 1943 году участвовал в строительстве Понышской (Вашкурской) ГЭС на реке Чусовая. С 1945 года работал в Главпромстрое НКВД СССР. В июне 1950 года был назначен прорабом монтажников в монтажном управлении п/я 117 монтажного треста № 17 Министерства среднего машиностроения СССР.
Под его руководством происходил монтаж объектов горно-химического комбината № 816 по производству оружейного плутония (сегодня — Горно-химический комбинат) в Красноярске-26 (ныне Железногорск). Монтажники ежемесячно выполняли план на 120—130 %. Внёс несколько рационализаторских предложений, в результате чего увеличилась производительность труда. В 1962 году за выполнение специального задания правительства СССР был награждён Орденом Ленина.
8 февраля 1966 года на заседании бюро Красноярского крайкома КПСС был представлен к награждению почётным званием Героя Социалистического Труда (документ № 29). Указом Президиума Верховного Совета СССР от 29 июля 1966 года «за выдающиеся заслуги в выполнении планов 1959—1965 годов и создание новой техники» удостоен звания Героя Социалистического Труда с вручением Ордена Ленина и золотой медали Серп и Молот.
Умер 4 октября 1991 года в Красноярске-26, там же и похоронен.

## Награды
- Герой Социалистического Труда:
  - 29 июля 1966 года — Золотая Медаль «Серп и Молот» № 14651
  - 29 июля 1966 года — Орден Ленина № 350716
- 1962 — Орден Ленина
- Медаль «За победу над Германией в Великой Отечественной войне 1941—1945 гг.»